# Literaturjahr 1870
Liste der Literaturjahre

◄◄ | ◄ | 1866 | 1867 | 1868 | 1869 | Literaturjahr 1870 | 1871 | 1872 | 1873 | 1874 | ►

Weitere Ereignisse
Dieser Artikel behandelt das Literaturjahr 1870.

## Ereignisse

### Deutsch-Französischer Krieg

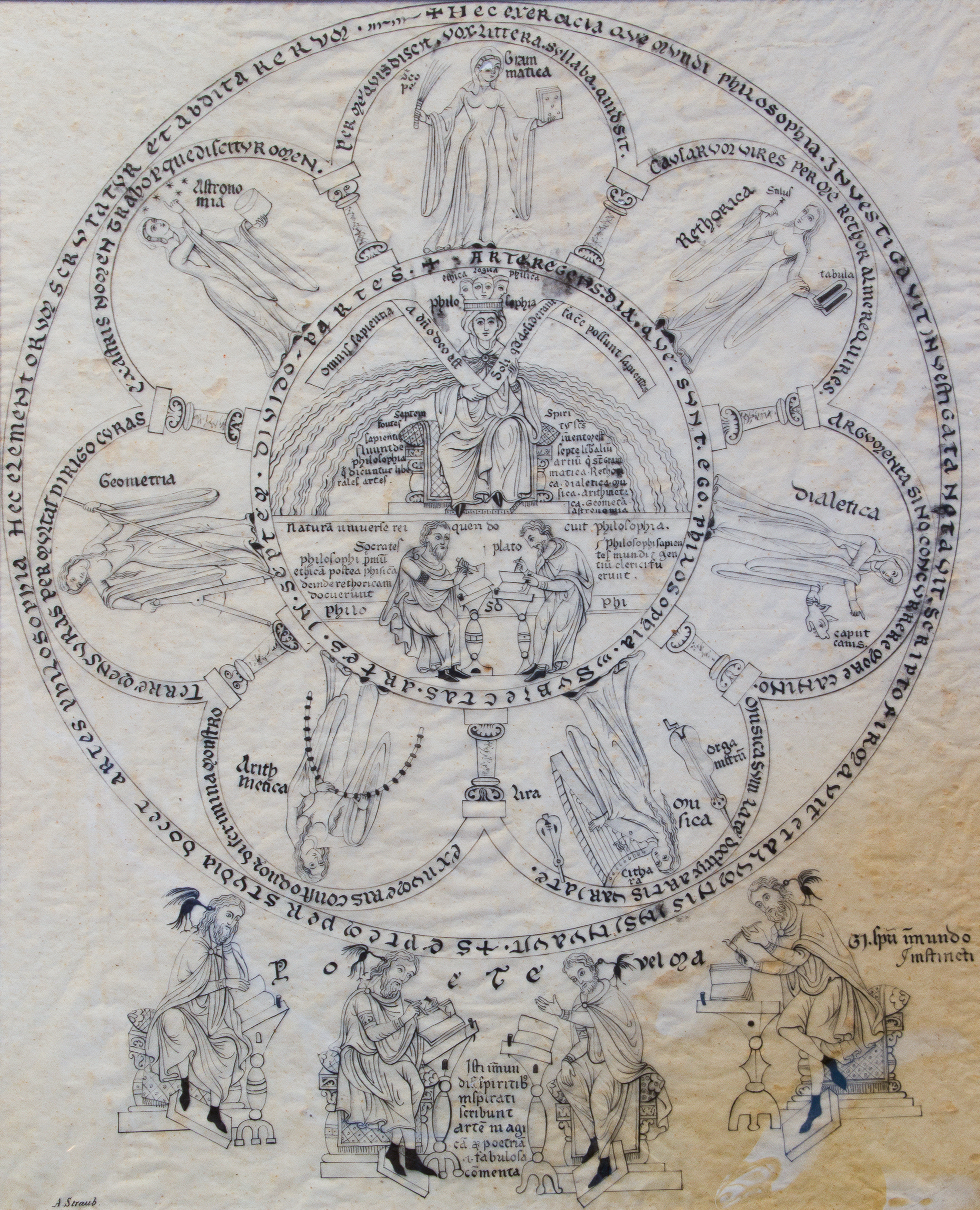
Kopie des Hortus Deliciarum vor seiner Zerstörung, angefertigt von A. Straub

- 24./25. August: Während der Belagerung von Straßburg im Deutsch-Französischen Krieg wird die Straßburger Stadtbibliothek im Temple Neuf vollständig zerstört. Dabei verbrennen zahlreiche wertvolle Handschriften, darunter der mittelalterliche Hortus Deliciarum aus dem 12. Jahrhundert.

### Prosa
- 13. Januar: Jules Verne veröffentlicht im Verlag von Pierre-Jules Hetzel den Roman Autour de la Lune. Seconde partie de: De la Terre à la Lune (Reise um den Mond). Es handelt sich um die Fortsetzung des 1865 erschienenen Werkes De la Terre à la Lune (Von der Erde zum Mond). Mehr noch als in Von der Erde zum Mond stehen in diesem eher handlungsarmen Roman die belehrenden Passagen im Mittelpunkt. Weit ausholend werden die zur Entstehungszeit bekannten Einzelheiten zur Entstehung des Mondes, zur Topographie des Mondes, zur Benennung der Mondmeere und -gebirge und zur Geschichte der astronomischen Mondbeobachtung ausgebreitet. Mehrfach bezieht sich der Autor dabei auf die Mondkarten der deutschen Astronomen Wilhelm Beer und Johann Heinrich Mädler.

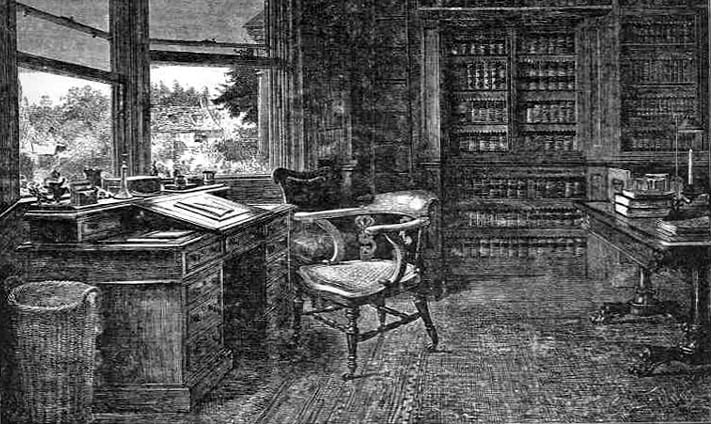
The Empty Chair, Charles Dickens' Arbeitszimmer kurz nach seinem Tod, Stich von Dickens' Illustrator Luke Fildes

- 9. Juni: Charles Dickens’ letzter Roman The Mystery of Edwin Drood (Das Geheimnis des Edwin Drood) bleibt unvollendet, da der Autor während der Arbeit an dem Kriminalroman an einem Hirnschlag stirbt.

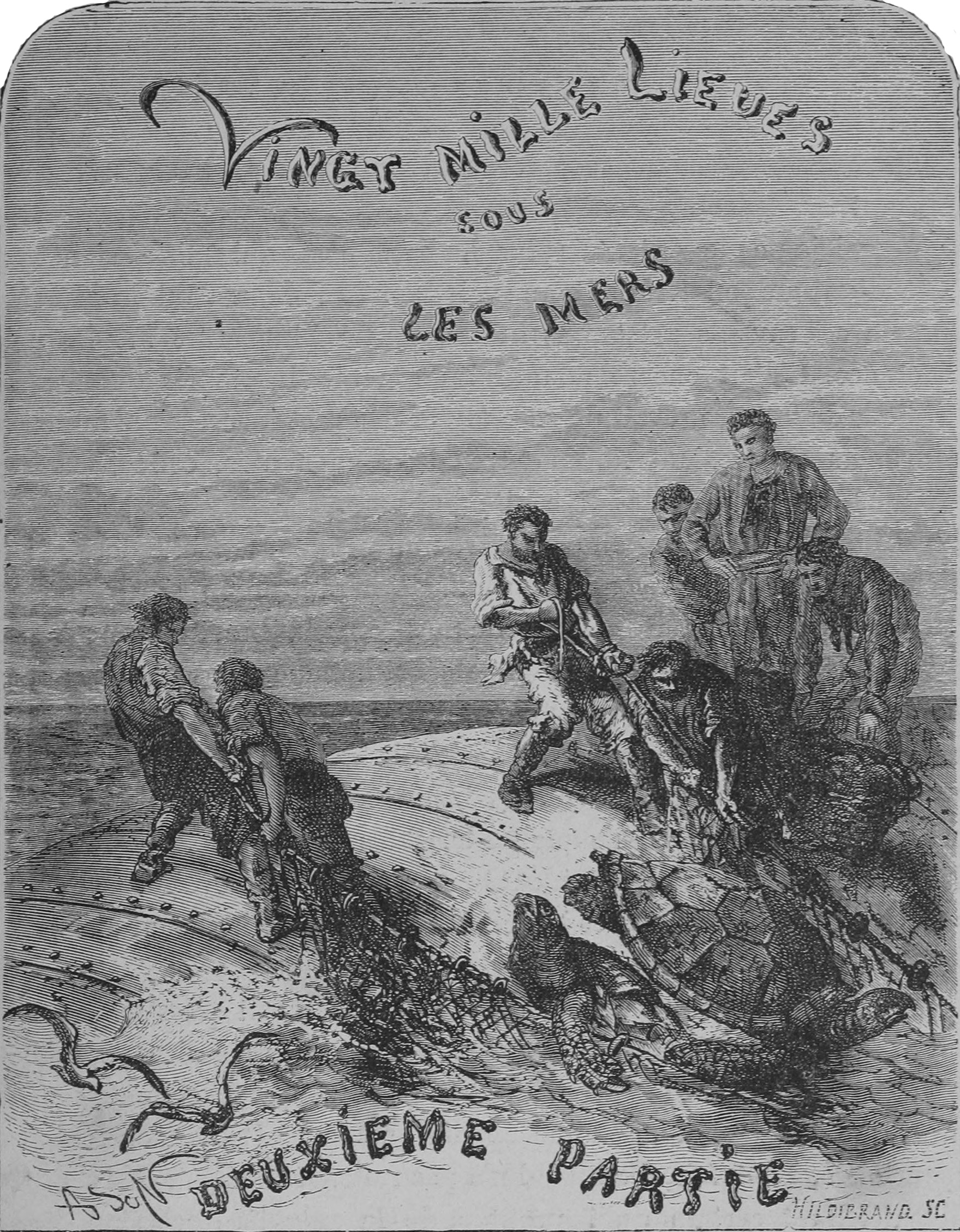
Vingt mille lieues sous les mers, Deckblatt des zweiten Bandes

- Juni: Jules Verne veröffentlicht den zweiten Band des Romans Vingt mille lieues sous les mers (20.000 Meilen unter dem Meer).

- Die Novelle Venus im Pelz von Leopold von Sacher-Masoch wird veröffentlicht. Sie ist Teil seines groß angelegten Novellenzyklus Das Vermächtnis Kains, der aber nicht fertiggestellt wird.
- In der Kölnischen Zeitung des Verlags DuMont, Köln erscheint der Roman Im Eckfenster von Friedrich Gerstäcker in Fortsetzungen. Das in 56 Arbeitstagen entstandene Werk mit genauer Milieubeachtung gehört zu den ersten deutschen Kriminalromanen des 19. Jahrhunderts.
- Der finnische Schriftsteller Aleksis Kivi veröffentlicht seinen einzigen Roman Seitsemän veljestä (Die sieben Brüder) in finnischer Sprache. Das von Zeitgenossen stark kritisierte Werk läutet das Ende der Vorherrschaft der schwedischsprachigen Literatur in Finnland ein.
- Joseph and his friend. A story of Pennsylvania von Bayard Taylor gilt als der erste homosexuelle Roman in der US-amerikanischen Literatur.
- Von Fjodor Dostojewski erscheint die Novelle Der ewige Gatte.

### Lyrik

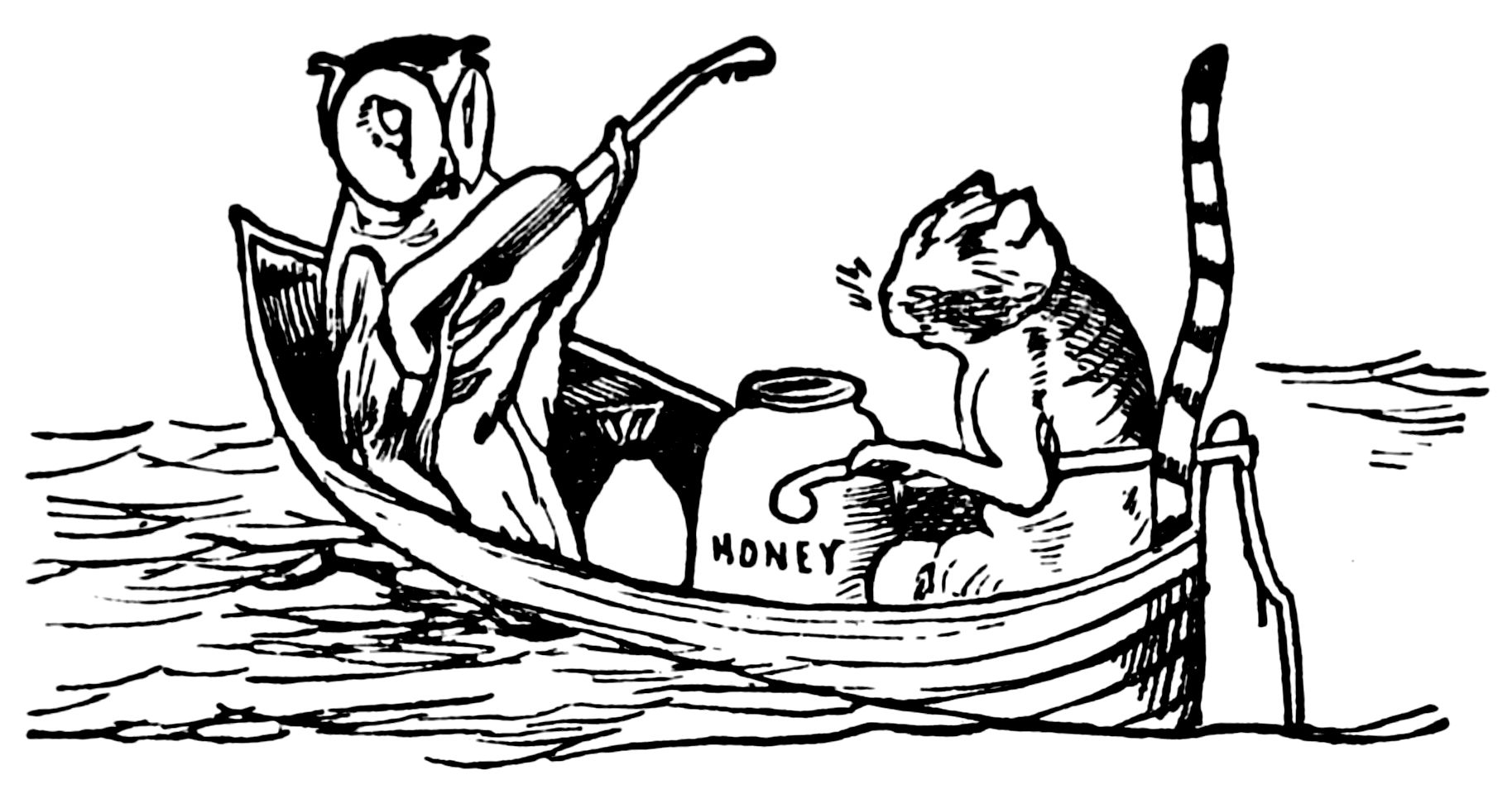
Edward Lear, The Owl and the Pussy Cat

- Edward Lear veröffentlicht Nonsens-Gedichte, darunter The Owl and the Pussy-cat.
- Die 1864 entstandene Bildergeschichte Der heilige Antonius von Padua von Wilhelm Busch wird im Verlag Moritz Schauenburg in dem Jahr veröffentlicht, in dem Pius IX. im 1. Vatikanischen Konzil das Dogma der päpstlichen Unfehlbarkeit verkündet. Da der Verlag, der sich in anderen Veröffentlichungen für ein einiges und freies Deutschland einsetzt, von der Zensur besonders überwacht wird, wird das Druckwerk sofort beschlagnahmt und Moritz Schauenburg wird in Offenburg wegen „Herabwürdigung der Religion und Erregung öffentlichen Ärgernisses durch unzüchtige Schriften“ angeklagt. Schauenburg wird zwar 1871 freigesprochen, lehnt aber in der Folge die Veröffentlichung weiterer antiklerikaler Werke Buschs ab.

### Drama
- 17. September: Die Uraufführung der Tragödie Boris Godunow von Alexander Puschkin, die vier Jahre später von Modest Mussorgski als gleichnamige Oper vertont wird, findet in Sankt Petersburg statt.
- Mit dem Volksstück Der Pfarrer von Kirchfeld, das am 5. November am Theater an der Wien unter dem Pseudonym Ludwig Gruber uraufgeführt wird, gelingt Ludwig Anzengruber der Durchbruch als Dramatiker.
- Von Alexei Tolstoi erscheint die historische Tragödie Zar Boris, der Schlussteil von Alexei Tolstois dramatischer Trilogie, die mit Der Tod Iwans des Schrecklichen 1866 begann und mit Zar Fedor Iwanowitsch 1868 fortgesetzt wurde.

### Periodika
- 4. Januar: Der frühere argentinische Präsident Bartolomé Mitre gründet mit mehreren anderen Personen in Buenos Aires die Tageszeitung La Nación, die sich zu einer der bedeutendsten Zeitungen Argentiniens entwickeln wird.

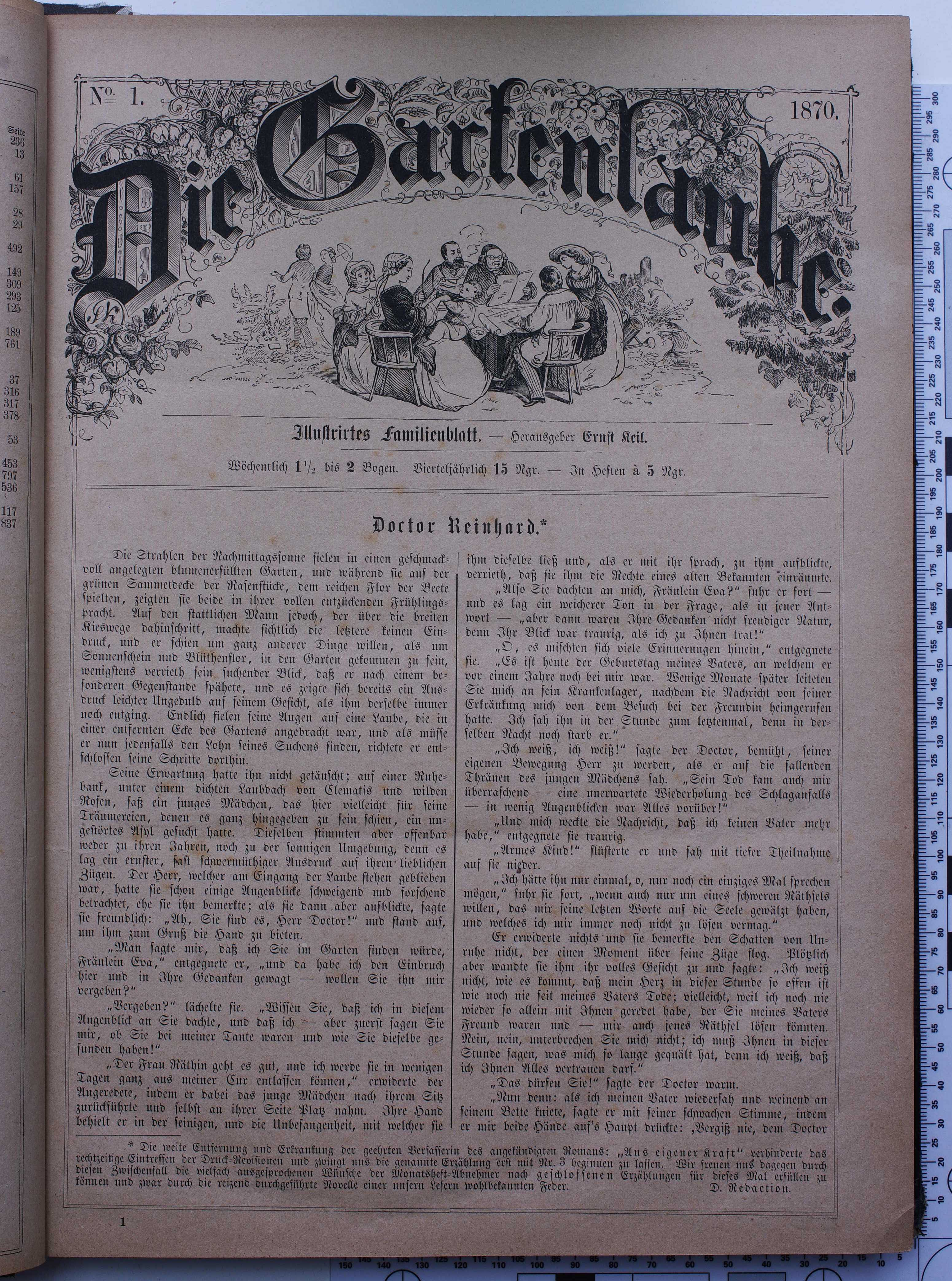
Die Gartenlaube 1870

### Religion

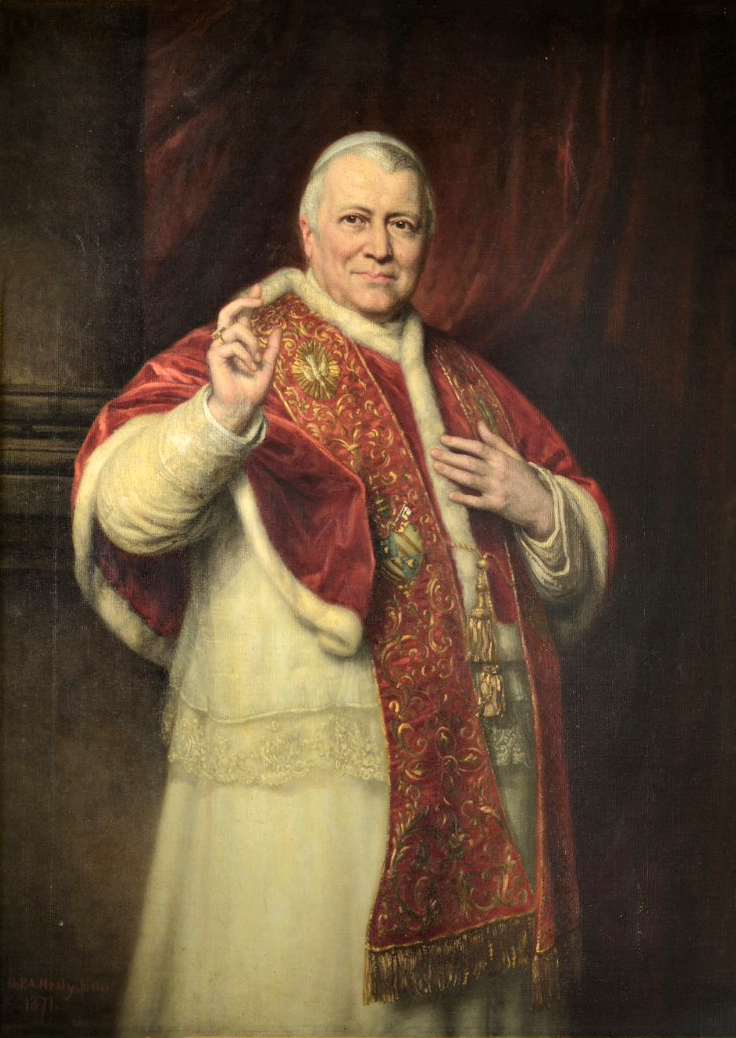
Papst Pius IX. um 1870

- 26. Februar: In einer Vorlesung in London definiert der Religionswissenschaftler Friedrich Max Müller aus europäischer Sicht acht Glaubensgemeinschaften als Buchreligionen.
- 1. November: Papst Pius IX. protestiert in der Enzyklika Respicientes gegen die Einnahme Roms durch italienische Truppen und verhängt über Urheber und Teilnehmer die sofortige Exkommunikation.

## Geboren

### Erstes Halbjahr
- 02. Januar: Ernst Barlach, deutscher Schriftsteller, Bildhauer und Zeichner († 1938)
- 03. Januar: Henry Handel Richardson, australische Schriftstellerin († 1946)
- 06. Januar: Eduard Stemplinger, deutscher Schriftsteller († 1964)
- 16. Januar: Blanche Edith Baughan, neuseeländische Lyrikerin, Schriftstellerin und Reformerin des neuseeländischen Strafvollzugs († 1958)
- 03. Februar: Annette Kolb, deutsche Schriftstellerin († 1967)
- 03. Februar: Ada Negri, italienische Schriftstellerin († 1945)
- 21. Februar: Víctor Mercante, argentinischer Pädagoge und Schriftsteller († 1934)
- 23. Februar: Hans von Kahlenberg, deutsche Schriftstellerin († 1957)
- 28. Februar: Paul Heidelbach, deutscher Schriftsteller, Stadtarchivar, Herausgeber und Bibliothekar († 1954)
- 05. März: Frank Norris, US-amerikanischer Schriftsteller († 1902)
- 08. März: Erich Schultz-Ewerth, deutscher Kolonialbeamter und Schriftsteller († 1935)
- 13. März: Gaston Arman de Caillavet, französischer Dramatiker und Librettist († 1915)
- 20. März: Arthur Eloesser, deutscher Journalist und Literaturhistoriker († 1938)
- 20. März: Paul von Lettow-Vorbeck, preußischer Generalmajor und Schriftsteller († 1964)
- 05. Mai: Erdmann Graeser, deutscher Schriftsteller († 1937)
- 09. Mai: Hans Baluschek, deutscher Maler, Graphiker und Schriftsteller († 1935)
- 12. Mai: Guido von Gillhaußen, deutscher Offizier und Kriegspoet († 1918)
- 25. Juni: Robert Erskine Childers, irischer Autor und Unabhängigkeitskämpfer († 1922)

### Zweites Halbjahr
- 01. Juli: Inoue Kenkabō, japanischer Schriftsteller († 1934)
- 13. Juli: Eduard Clausnitzer, deutscher Theologe, Pädagoge und Schriftsteller († 1920)
- 21. Juli: Kurt Martens, deutscher Schriftsteller († 1945)
- 27. Juli: Hilaire Belloc, britischer Schriftsteller († 1953)
- 27. August: Amado Nervo, mexikanischer Schriftsteller, Journalist und Diplomat († 1919)
- 27. September: Alfred Deutsch-German, österreichischer Schriftsteller, Journalist, Drehbuchautor und Filmregisseur († 1943)
- 08. Oktober: Marcelle Tinayre, französische Schriftstellerin († 1948)
- 22. Oktober: Iwan Alexejewitsch Bunin, russischer Schriftsteller und Lyriker († 1953)
- 01. November: Christopher Brennan, australischer Dichter († 1932)
- 21. November: Alexander Berkman, litauischer Anarchist und Schriftsteller († 1936)
- 21. November: Gottfried Fankhauser, Schweizer Pädagoge, Schriftsteller und Präsident der evangelischen Gesellschaft († 1962)
- 10. Dezember: Pierre Louÿs, französischer Schriftsteller († 1925)
- 18. Dezember: Saki, britischer Schriftsteller († 1916)

### Genaues Geburtsdatum unbekannt
- Ahmed Hikmet Müftüoğlu, türkischer Dichter und Schriftsteller († 1927)
- Mihran Mardirossian, armenischer Buchhändler und Publizist († 1936)

## Gestorben
- 25. Februar: Henrik Hertz, dänischer Schriftsteller (* 1798)
- 08. März: Karl August Koberstein, deutscher Literaturhistoriker (* 1797)
- 15. März: Matthäus Friedrich Chemnitz, deutscher Jurist und Dichter; schrieb den Text für das Schleswig-Holstein-Lied (* 1815)

- 12. April: Ernst Siegfried Mittler, deutscher Verleger (* 1785)
- 15. Mai: Harro Harring, deutscher Revolutionär, Dichter und Maler (* 1798)

Dickens’ Grab im Poets’ Corner der Westminster Abbey

- 09. Juni: Charles Dickens, britischer Schriftsteller (* 1812)
- 18. Juni: Karl Eduard Vehse, deutscher Geschichtsschreiber (* 1802)
- 20. Juni: Jules de Goncourt, französischer Schriftsteller (* 1830)
- 24. Juni: Adam Lindsay Gordon, australischer Dichter (* 1833)

- 28. Juli: Bernhard Dunker, norwegischer Jurist und politischer Autor (* 1809)
- 21. August: Gustav Struve, deutscher Politiker, Rechtsanwalt, Publizist und Revolutionär von 1848/49 (* 1805)

- 01. September: Otto Wigand, deutscher Verleger und Politiker (* 1795)
- 18. September: Amalie von Sachsen, deutsche Komponistin und Schriftstellerin (* 1794)
- 20. September: John Brinckman, plattdeutscher Schriftsteller (* 1814)
- 23. September: Prosper Mérimée, französischer Schriftsteller (* 1803)

- 29. Oktober: Frederick Chamier, englischer Schriftsteller (* 1796)

- 24. November: Comte de Lautréamont, französischer Schriftsteller (* 1846)

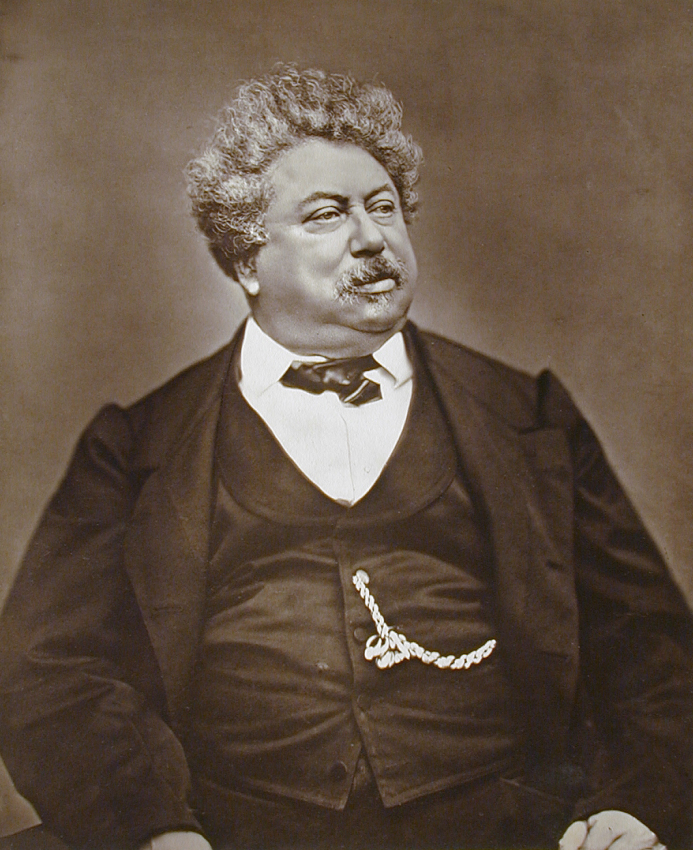
Alexandre Dumas der Ältere, 1855

- 05. Dezember: Alexandre Dumas der Ältere, französischer Schriftsteller (* 1802)
- 22. Dezember: Gustavo Adolfo Bécquer, spanischer Schriftsteller (* 1836)